# Pterogramma infernaceps
Pterogramma infernaceps är en tvåvingeart som beskrevs av Smith och Marshall 2004. Pterogramma infernaceps ingår i släktet Pterogramma och familjen hoppflugor.
Artens utbredningsområde är Ecuador. Inga underarter finns listade i Catalogue of Life.